# Тинбаєво
Тинба́єво (рос. Тынбаево, башк. Тымбай) — присілок у складі Мішкинського району Башкортостану, Росія. Адміністративний центр Тинбаєвської сільської ради.
Населення — 397 осіб (2010; 517 у 2002).
Національний склад:
- марійці — 98 %